# Mnesicles

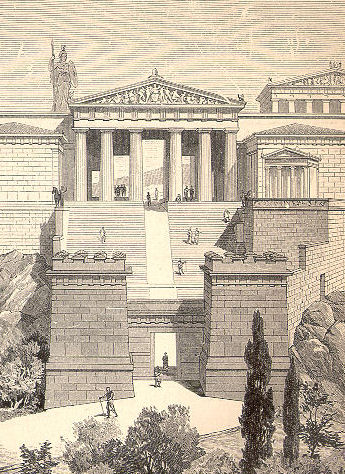
Propilee ale Acropolei din Atena

Mnesicles (în greacă Μνησικλής) a fost un celebru arhitect în Atena secolului al V-lea î.H. în timpul lui Pericle. 
Cea mai faimoasă operă, Propilee ale Acropolei din Atena antică, care a fost ridicată între 437 - 432 î.H..